# Пневмогидравлическая ракета

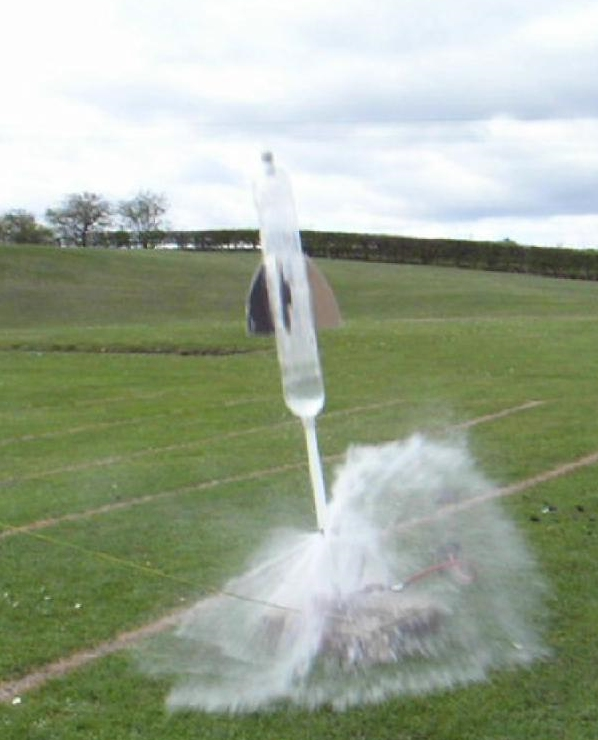
Старт пневмогидравлической ракеты, изготовленной из ПЭТ-бутылок

Пневмогидравлическая ракета, водяная ракета — ракета, использующая в качестве рабочего тела воду (или другую жидкость), вытесняемую из корпуса ракеты через сопло давлением сжатого воздуха или иного газа. Получили распространение, в основном, в качестве игрушек. Используются также для демонстрации принципов реактивного движения.

## Динамика пневмогидравлической ракеты

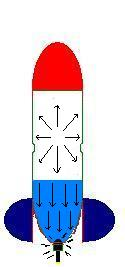
Схема пневмогидравлической ракеты

Сжатый воздух при истечении из сопла ракеты способен создавать тягу без жидкости-посредника. Однако масса воздуха в корпусе ракеты ограничена. Более выгодным представляется использование в качестве рабочего тела жидкости. Ввиду того, что через сопло пневмогидравлической ракеты истекает жидкость, оно выполняется не в форме сопла Лаваля, а имеет плавно очерченную сужающуюся форму.
Максимальную скорость истечения жидкости из сопла пневмогидравлической ракеты можно определить исходя из закона Бернулли:
{\displaystyle {\frac {\rho v^{2}}{2}}=\Delta p},
где 
{\displaystyle \rho } - плотность жидкости;
{\displaystyle v} - скорость истечения жидкости;
{\displaystyle \Delta p} - избыточное давление газа в ракете.
Сопло пневмогидравлической ракеты чаще всего представляет собой сужающуюся профилированную насадку с малым отрывом струи. Фактический объемный расход жидкости через сопло составит:
{\displaystyle Q=\mu S_{0}{\sqrt {\frac {2\Delta p}{\rho }}}}
{\displaystyle \mu =0,6..0,8} - коэффициент расхода
{\displaystyle S_{0}} - площадь узкой части сопла
Массовый расход жидкости составит:
{\displaystyle G=Q\rho =\mu S_{0}{\sqrt {2\rho \Delta p}}}
Сила тяги составит:
{\displaystyle F=Gv=2\mu S_{0}\Delta p}
Время действия пневмогидравлического двигателя, при условии что жидкость будет израсходована раньше, чем сжатый газ составит:
{\displaystyle T={\frac {m}{G}}}
{\displaystyle m} - масса жидкости на старте ракеты